# Louis Rémy Mignot
Louis Rémy Mignot (Charleston, 3 febbraio 1831 – Brighton, 22 settembre 1870) è stato un pittore statunitense.
Di origini francesi, fu un pittore paesaggista impressionista della Hudson River School.

## Biografia
Figlio di Rémy e di Elisabeth Mignot, originari di Granville in Normandia, Louis nacque a Charleston. I genitori erano emigrati negli Stati Uniti dopo il rovesciamento della Restaurazione francese a seguito della Rivoluzione di luglio del 1830.

Suo padre, spirato nel 1848 per insufficienza cardiaca, si oppose sempre alla sua vocazione artistica e solo dopo la sua morte Louis poté imbarcarsi per i Paesi Bassi al fine di ricevere una formazione artistica in Europa. Si recò dunque a L'Aia.
Tornato in America, Mignot sposò Théonie Marie Louise Alexandre de la Rivière, figlia come lui di immigrati francesi, ed entrò nell'Hudson River School, dove dipinse paesaggi nordamericani e realizzò la sua famosa tela che mostra le cascate del Niagara. Produsse anche diversi bozzetti e interi quadri sulle foreste tropicali costiere e andine dell'Ecuador, dove si era recato in viaggio. Realizzò inoltre un famoso quadro storico: l'incontro del generale Lafayette e di George Washington a Mount Vernon, avvenuto nel 1784.
Nel 1858 fu accolto nella National Academy of Design, dapprima come membro corrispondente, poi, dopo un anno, come membro effettivo.

Purtroppo lo scoppio della Guerra di Secessione vanificò i suoi progetti artistici per il futuro ed egli preferì imbarcarsi di nuovo per l'Europa nel 1862.

Si recò subito a Londra, dove espose per la Royal Academy, ma fu sempre attratto da Parigi, finché non vi si recò e vi aprì un atelier. La permanenza nella capitale francese lo influenzò moltissimo: egli conobbe da vicino scuole e personaggi e fu affascinato dalle tendenze e dalle tecniche impressioniste.
Dipinse delle vedute della città e le espose al Salon de Paris.

Ma gli eventi bellici lo perseguitavano. Quando nel 1870 scoppiò la Guerra franco-prussiana lasciò il suo studio e la sua abitazione parigina. Indebolito dalle privazioni causate dal conflitto, contrasse una forma di vaiolo e se ne tornò a Londra ammalato.

Morì a Brighton all'età di 39 anni.
La vedova, dopo la rivolta popolare della Comune di Parigi del 1871, tornò in Francia, prese i quadri e i bozzetti che si trovavano ancora nell'atelier parigino di Mignot e ne fece un'esposizione a Londra in memoria del marito. Quindi vendette tutte le opere.

## Galleria d'immagini

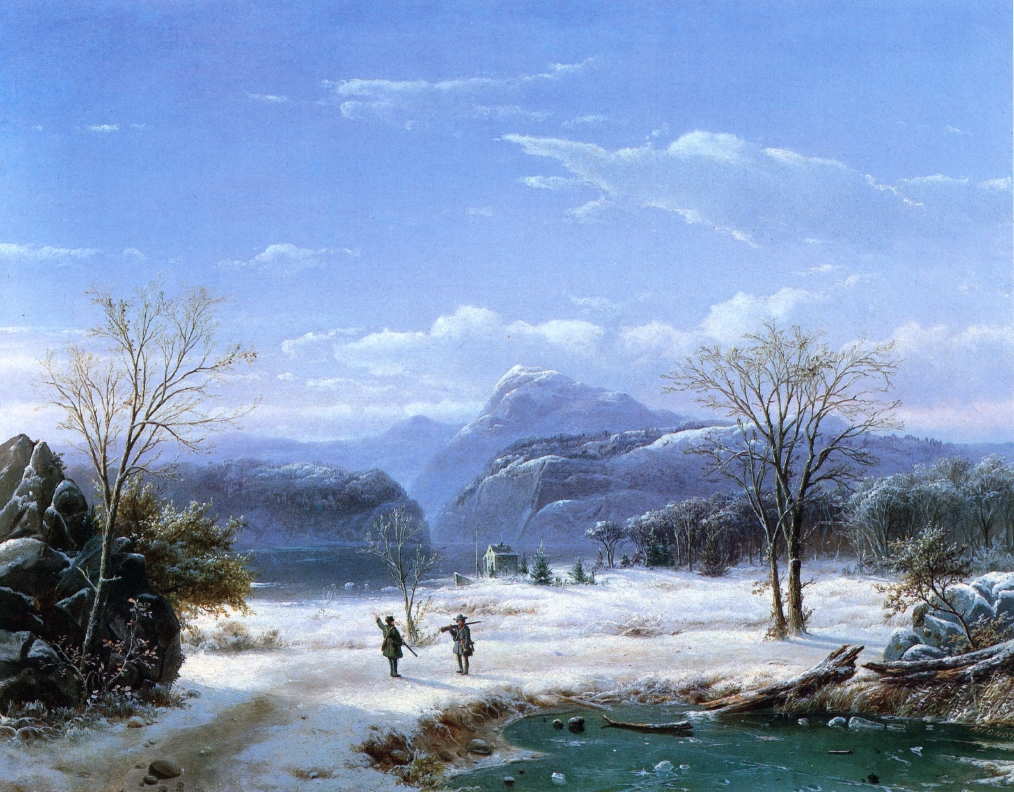
Cacciatori in un paesaggio invernale
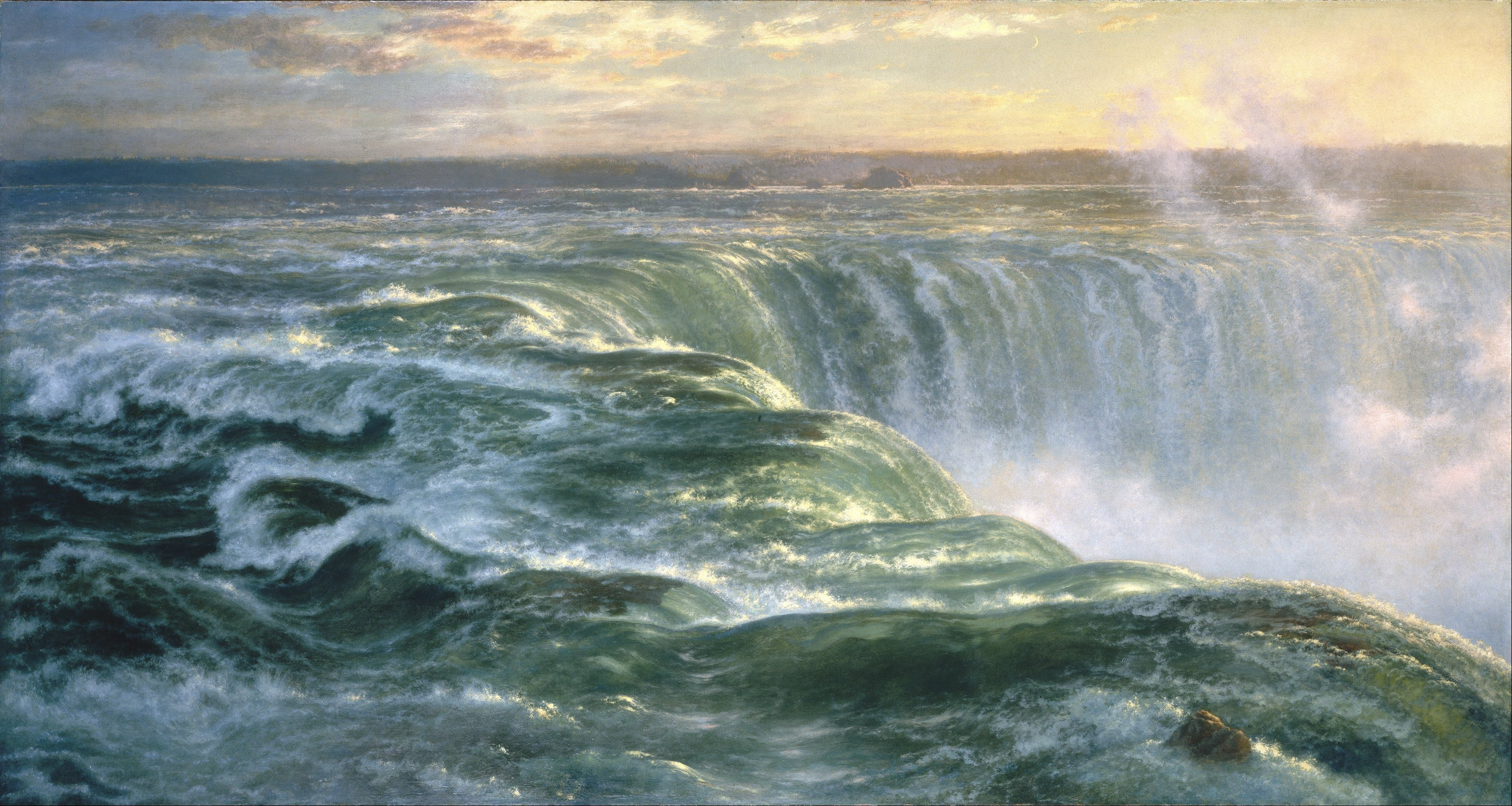
Le Cascate del Niagara
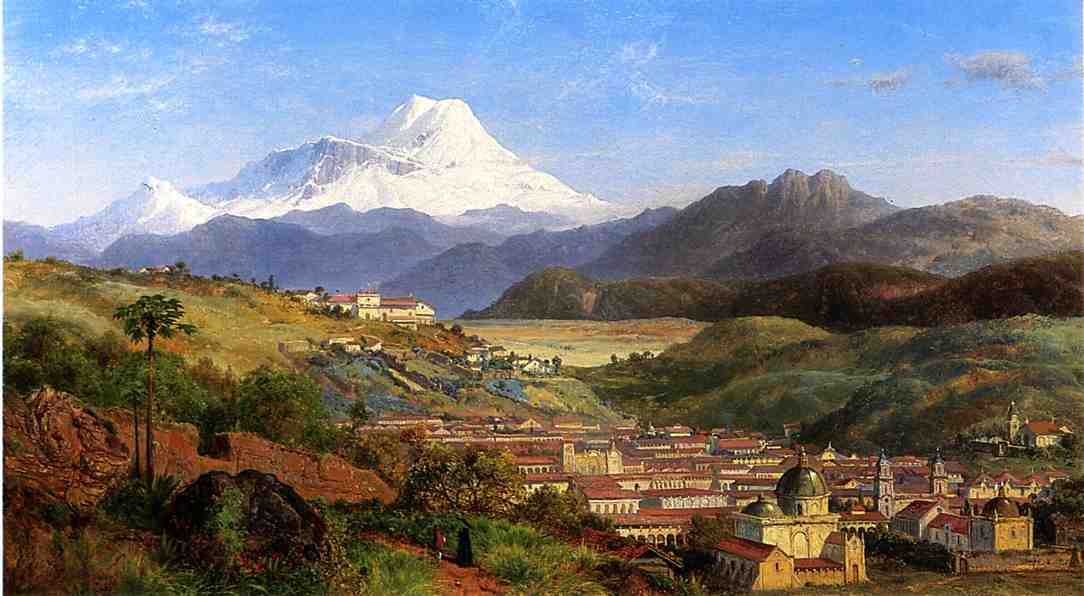
Il Chimborazo in Ecuador
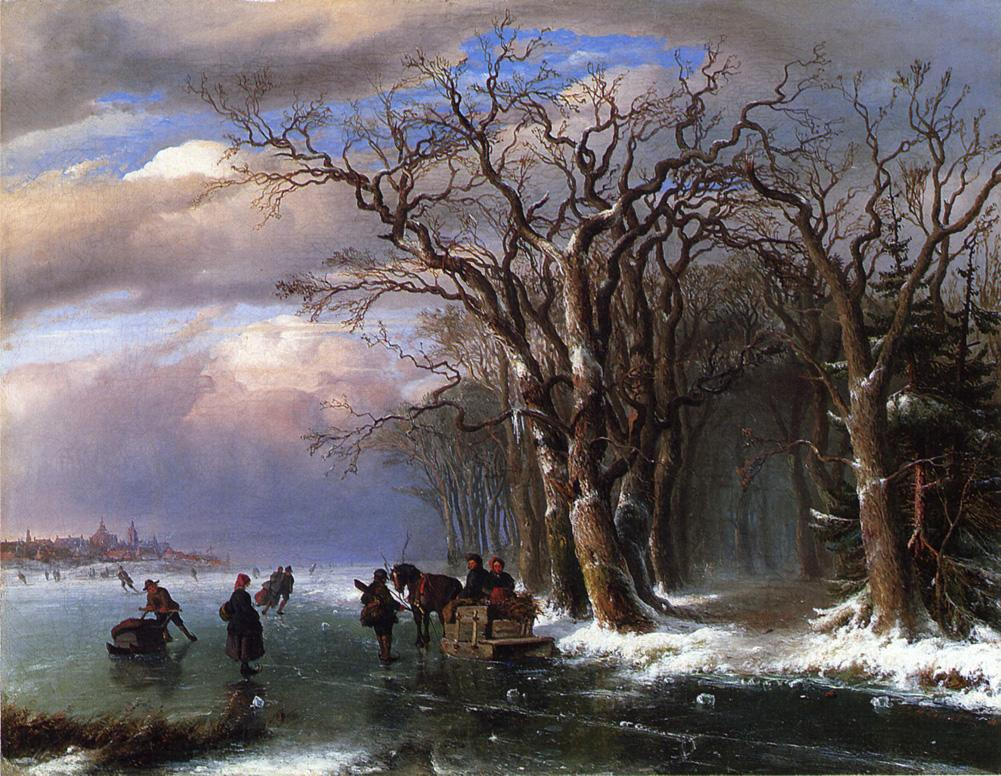
Pattinaggio d'inverno
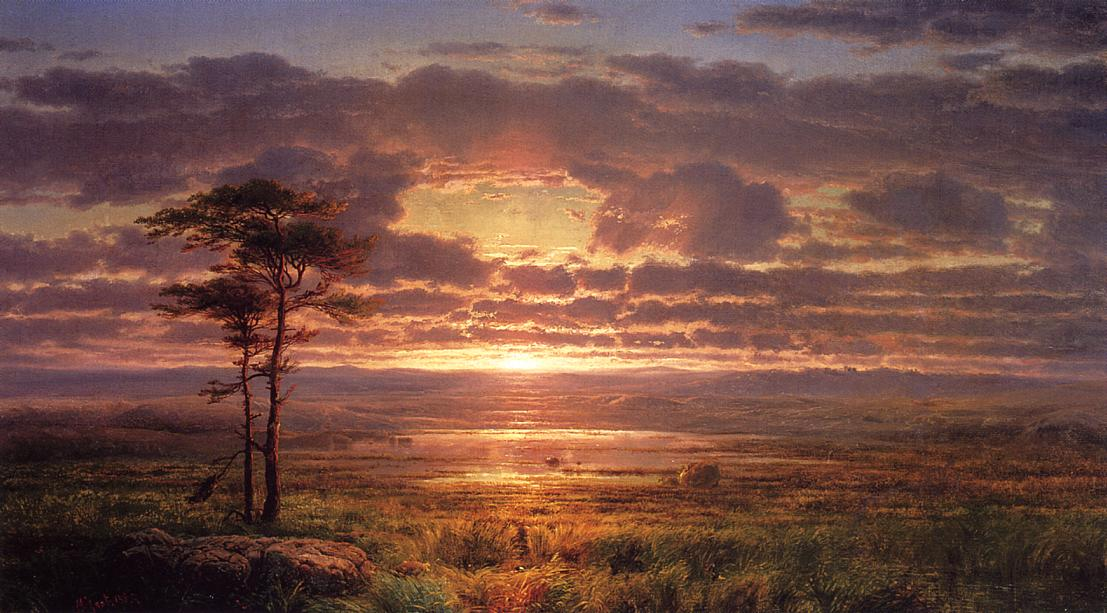
Solitudine
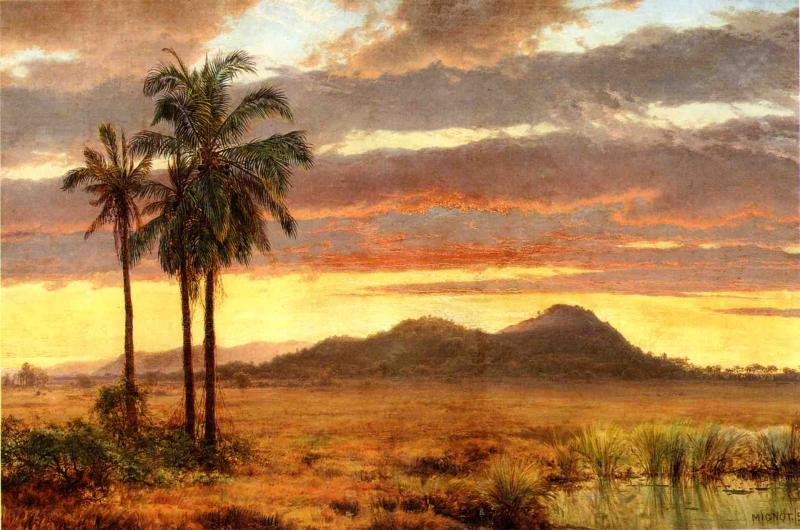
Paesaggio tropicale